# Dasychira stauropoides
Dasychira stauropoides är en fjärilsart som beskrevs av Collenette 1960. Dasychira stauropoides ingår i släktet Dasychira och familjen tofsspinnare. Inga underarter finns listade i Catalogue of Life.